# 鈴木登紀子
鈴木 登紀子（すずき ときこ、1924年11月14日 - 2020年12月28日）は、日本の料理研究家。愛称は「ばぁば」。

## 人物
青森県八戸市出身。現八戸東高校卒。幼少時に母親から料理の方法を学ぶ。太平洋戦争終結後に結婚、東京へ引っ越す。近所での料理の腕前が評判になり、自宅で料理教室を開く。これがきっかけで『きょうの料理』（NHK、1970年〈昭和45年〉初出演）に出演し、46歳で料理研究家としてデビュー。同番組には43年にわたって出演した。後には『キユーピー3分クッキング』（日本テレビ）（1979年4月- 1980年9月、隔週土曜日講師）に出演するようになり、講師として知られるようになる。
また、『明石家さんちゃんねる』（TBS系）では「さんま・ばぁばのおいしい時間よ」というコーナーを担当していた。『エラいところに嫁いでしまった!』では「料理研究家・鈴本登紀子」としてドラマ初出演を果たした。
2011年より『あさイチ』内の料理コーナー「あさイチごはん」の講師役として出演（不定期）する。2013年、日本放送協会文化賞を受賞。
晩年もテレビ番組への出演や吉祥寺の自宅で料理教室を開くなど現役であった。2020年12月28日、肝細胞がんのため東京都内の自宅で死去。96歳没。

## 著書
- 「酢のものあえもの」（マイライフシリーズ）共著：宮野和子（グラフ社、1974年）
- 「野菜のおそうざい:たけのこの若竹煮・和風ロールキャベツ・きぬかつぎ他」（鈴木登紀子のお母さんのおそうざい帳）（潮出版社、1981年9月）
- 「乾物のおそうざい:しいたけ昆布・ぶどう豆・切り干し大根の炒り煮他」（鈴木登紀子のお母さんのおそうざい帳）（潮出版社、1981年9月）
- 「炊き込みご飯:しめじご飯・まつたけご飯・しいたけご飯他」（鈴木登紀子のお母さんのおそうざい帳）（潮出版社、1981年12月）
- 「魚と貝のおそうざい」（鈴木登紀子のお母さんのおそうざい帳）（潮出版社、1981年12月）
- 「おせち料理と行事食」（鈴木登紀子のお母さんのおそうざい帳）（潮出版社、1981年12月）
- 「だんらんの鍋もの」（鈴木登紀子のお母さんのおそうざい帳）（潮出版社、1981年12月）
- 「おもてなしの洋食」（鈴木登紀子のお母さんのおそうざい帳）（潮出版社、1982年3月）
- 「カレーとハンバーグ」（鈴木登紀子のお母さんのおそうざい帳）（潮出版社、1982年3月）
- 「フレッシュサラダ(春・夏)」（鈴子登紀子のお母さんのおそうざい帳）（潮出版社、1982年3月）
- 「スパゲティとラーメン」（鈴木登紀子のお母さんのおそうざい帳）（潮出版社、1982年6月）
- 「とっておきの酒の肴」（鈴木登紀子のお母さんのおそうざい帳）（潮出版社、1982年6月）
- 「肉のおそうざい」（鈴木登紀子のお母さんのおそうざい帳）（潮出版社、1982年6月）
- 「和風の家庭料理」（クッキング・エチュード.母から娘へ伝えるお料理）（講談社、1983年3月）
- 「酒の肴:3分クッキングヒット料理集」（日本テレビ放送網、1983年4月）
- 「新・豆腐の料理」（マイライフシリーズ）（グラフ社、1983年9月）
- 「トキコおばさんの気ばたき手料理」（講談社、1984年10月）
- 「あっという間にできるおつまみ集」（ニュー・ライフ・ブックス）共著：浜田ひろみ（文化出版局、1984年10月）
- 「卵焼きと茶碗蒸し:卵のおいしさ存分に」（Fujin gaho books）（婦人画報社、1985年10月）
- 「四季のおもてなし:日本料理」（雄鶏社、1985年10月）
- 「新感覚の和風料理」（講談社、1986年9月）
- 「おせち料理」（鈴木登紀子の基本料理シリーズ;1）（文化出版局、1988年11月）
- 「ご飯いろいろ」（鈴木登紀子の基本料理シリーズ;2）（文化出版局、1989年4月）
- 「火を使わない酒の肴」（鈴木登紀子の基本料理シリーズ;3）（文化出版局、1989年8月）
- 「お母さんの煮物」（鈴木登紀子の基本料理シリーズ;4）（文化出版局、1989年11月）
- 「和食レッスン:やさしく作れるお母さんの味」（主婦の友生活シリーズ））（主婦の友社、1989年10月）
- 「和風ごはん料理」（マイライフシリーズ）（グラフ社、1990年4月）
- 「家庭の料理:基礎の基礎」（ぶきっちょさんのcooking noteシリーズ:別冊）（雄鶏社、1990年5月）
- 「組み合わせ自由自在」（鈴木登紀子の基本料理シリーズ;5）（文化出版局、1990年6月）
- 「鈴木登紀子のおふくろの味 定番メニュー」（マイ・ベストクッキング）（講談社、1990年6月）
- 「はじめての和食」（マイライフシリーズ特集版）（グラフ社、1991年1月）
- 「和風のおなじみ料理」（クッキング・エチュード愛用版）（講談社、1993年5月）
- 「昔のしつけは素晴しい:心をこめて手をかけて」（講談社、1993年7月）
- 「うちのおかずをもっとおいしく」（講談社、1995年10月）
- 「魚」（食材別家庭料理基本ブック）共著：安藤久美子[7]（雄鶏社、1995年12月）
- 「うちの幸せごはん めしあがれ:本当においしく作る、和風の家庭料理133」（講談社、1996年2月）
- 「やさしい和食:季節の香りと風味を食卓に」（マイライフシリーズ特集版）（グラフ社、1996年3月）
- 「和風のおもてなしおかず」（小学館実用シリーズ lady bird.マフィンおかずcooking）（小学館、1997年6月）
- 「手作り和食工房:季節の移ろい 滋味197種」（グラフ社、1999年4月）
- 「子供のしつけに近道はない」（講談社、2000年5月）
- 「手作り和食工房:季節の移ろい 滋味197種:普及版」（マイライフシリーズ特集版.素敵ブックス）（グラフ社、2001年2月）
- 「おなじみ料理百科」（講談社のお料理book）共著：城戸崎愛（講談社、2003年3月）
- 「基本の和食:季節を味わう喜び、飽きのこないおいしさ」《増補改定版》（マイライフシリーズ特集版.素敵ブックス）（グラフ社、2003年7月）
- 「家庭の料理:基礎の基礎」《新装改訂版》（雄鶏社、2005年5月）
- 「和風のごはん料理」（マイライフシリーズ）（グラフ社、2005年11月）
- 「登紀子ばぁばの料理指南」（NHKきょうの料理シリーズ）（日本放送出版協会、2006年4月）
- 「登紀子ばぁばのお料理たしなみ帖」（家の光協会、2007年4月）
- 「登紀子ばぁばのおいしい和食:とことん教えます」（マイライフシリーズ特集版 Tokoton series）（グラフ社、2007年6月）
- 「旬の味:登紀子ばぁばの料理教室から」（講談社、2007年10月）
- 「くらし上手は女の才覚」（講談社+α文庫）（講談社、2008年2月）
- 「ばぁばに教わる 和のごはん」（家の光協会、2008年5月）
- 「はじめて作る定番おかず」（別冊家庭画報.基本の基本books）（世界文化社、2008年6月）
- 「『ばぁばの料理』最終講義」（小学館、2014年7月）
- 「登紀子ばぁばの70年つくり続けてきた 私の味」（NHKきょうの料理シリーズ）（NHK出版、2016年12月）
- 「ばぁば92年目の隠し味:幸せを呼ぶ人生レシピ」（小学館、2017年5月）
- 「のんきに生きる:「ああ、おいしい」は生きがいになる」（幻冬舎、2017年5月）
- 「登紀子ばぁばの昔ながらのおかずをきちんと作るコツ」（TJ MOOK）（宝島社、2017年12月）
- 「ばぁば、93歳。暮らしと料理の遺言」（主婦と生活社、2018年7月）
- 「ばぁばの今日も『ごちそうさま』」（あさ出版、2019年9月）

## テレビ出演
- 『きょうの料理』（NHK） - 講師
  - 1970（昭和45）年初出演。
- 『キユーピー3分クッキング』（日本テレビ）
  - 1979年4月 - 1980年9月、隔週土曜日・「酒の肴」講師[8]
- 『明石家さんちゃんねる』（TBSテレビ）
  - 料理ちゃんねる「さんま・ばぁばのおいしい時間よ」の講師
- 『エラいところに嫁いでしまった!』（テレビ朝日） - 鈴本登紀子役

など